# Йоун Дади Бёдварссон
Йоун Дади Бёдварссон (исл. Jón Daði Böðvarsson; 25 мая 1992, Сельфосс, Исландия) — исландский футболист английского клуба «Бертон Альбион» и сборной Исландии.

## Клубная карьера
В профессиональном футболе дебютировал за клуб «Сельфосс» 11 мая 2007 года, играя в третьем по значимости дивизионе Исландии.
В 2011 году его пригласил к себе на полгода в качестве игрока аренды клуб Первого дивизиона Дании «Орхус». Йоун Дади просидел на скамье запасных почти весь срок аренды. В итоге в конце чемпионата он решил вернуться в родной клуб, где очень успешно показал себя в течение трёх полных сезонов в качестве игрока основы. Исландская пресса ещё в 2010 году называла Йоуна Дади одним из самых перспективных игроков Исландии. В конце 2012 года Йоун подписал контракт с норвежским «Викингом».
После сезона-2016/17, проведённого в клубе «Вулверхэмптон Уондерерс», стал игроком «Рединга», с которым футболист заключил контракт на 3 года.

## Карьера в сборной
Йоун Дади — один из самых молодых игроков, когда-либо игравших за сборную. За основную сборную Исландии он дебютировал в 20 лет, выйдя на замену на 80-й минуте товарищеского матча против Андорры на стадионе «Комуналь д'Айшовалль» 14 ноября 2012 года. 26 марта 2013 года Йоун Дади впервые отличился за сборную Исландии до 21 года, в матче против сборной Беларуси до 21 года.

## Достижения
Командные достижения
Сельфосс
- Серебряный призёр Третьей лиги Исландии: 2007
- Бронзовый призёр Второй лиги Исландии: 2008
- Чемпион Второй лиги Исландии: 2009
- Серебряный призёр Второй лиги Исландии: 2011

Личные достижения
- Лучший молодой футболист 2012 года в Исландии (по версии УЕФА)